# Max Savelle
Max Hicks Savelle (* 8. Januar 1896 in Mobile (Alabama); † 12. September 1979 in Seattle) war ein US-amerikanischer Historiker, spezialisiert auf amerikanische Kolonialgeschichte und Diplomatiegeschichte.
Savelle studierte an der Columbia University mit dem Bachelor-Abschluss 1925, dem Master-Abschluss 1926 und der Promotion 1932. Danach war er dort Instructor für Geschichte, bevor er 1932 an die Stanford University ging. 1947 wurde er Professor an der University of Washington in Seattle.

## Schriften
- The foundations of American civilization, a history of colonial America, New York: Holt, 1942
- Seeds of liberty; the genesis of the American mind, Knopf, 1948
- A history of world civilization, 1957
- The diplomatic history of the Canadian boundary, 1749–1763, Yale University Press, 1940; New York, 1968
- The colonial origins of american thought, Van Nostrand, 1964
- Die Vereinigten Staaten von Amerika. Von der Kolonie zur Weltmacht. Kindlers Kulturgeschichte, 1969
- mit Darold D. Wax: A history of Colonial America, 3. Auflage, Hinsdale/Illinois, 1973
- Empires to nations: expansion in America, 1713–1824, University of Minnesota Press, 1974